# Salacca ramosiana
A Salacca ramosiana az egyszikűek (Liliopsida) osztályának pálmavirágúak (Arecales) rendjébe, ezen belül a pálmafélék (Arecaceae) családjába tartozó faj.

## Előfordulása
A Salacca ramosiana előfordulási területe Ázsia délkeleti részén levő szigetek. A természetes állományai kizárólag a Fülöp-szigeteken, valamint az indonéziai Borneó szigeten és találhatók.

## Megjelenése
A növény vékony szárát számos tüske borítja. A levelei mélyen hasadtak, páfrányszerűek.

## Képek

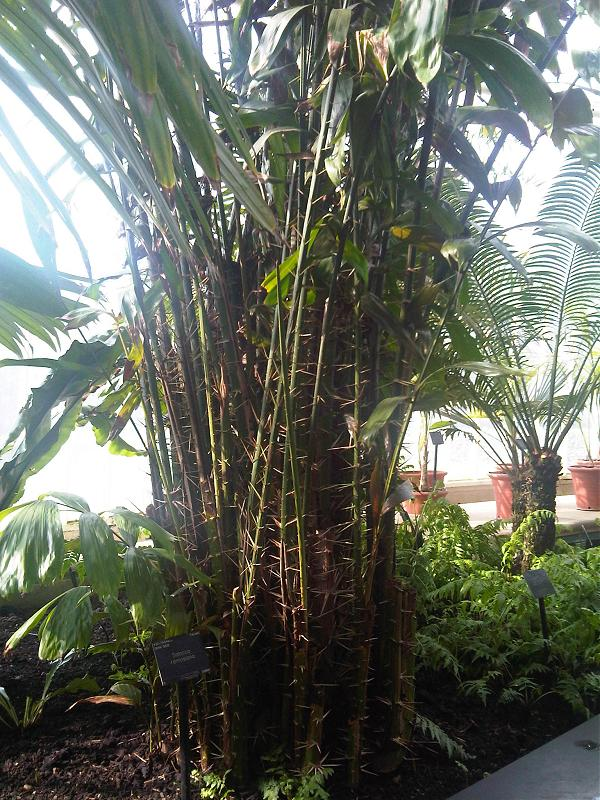
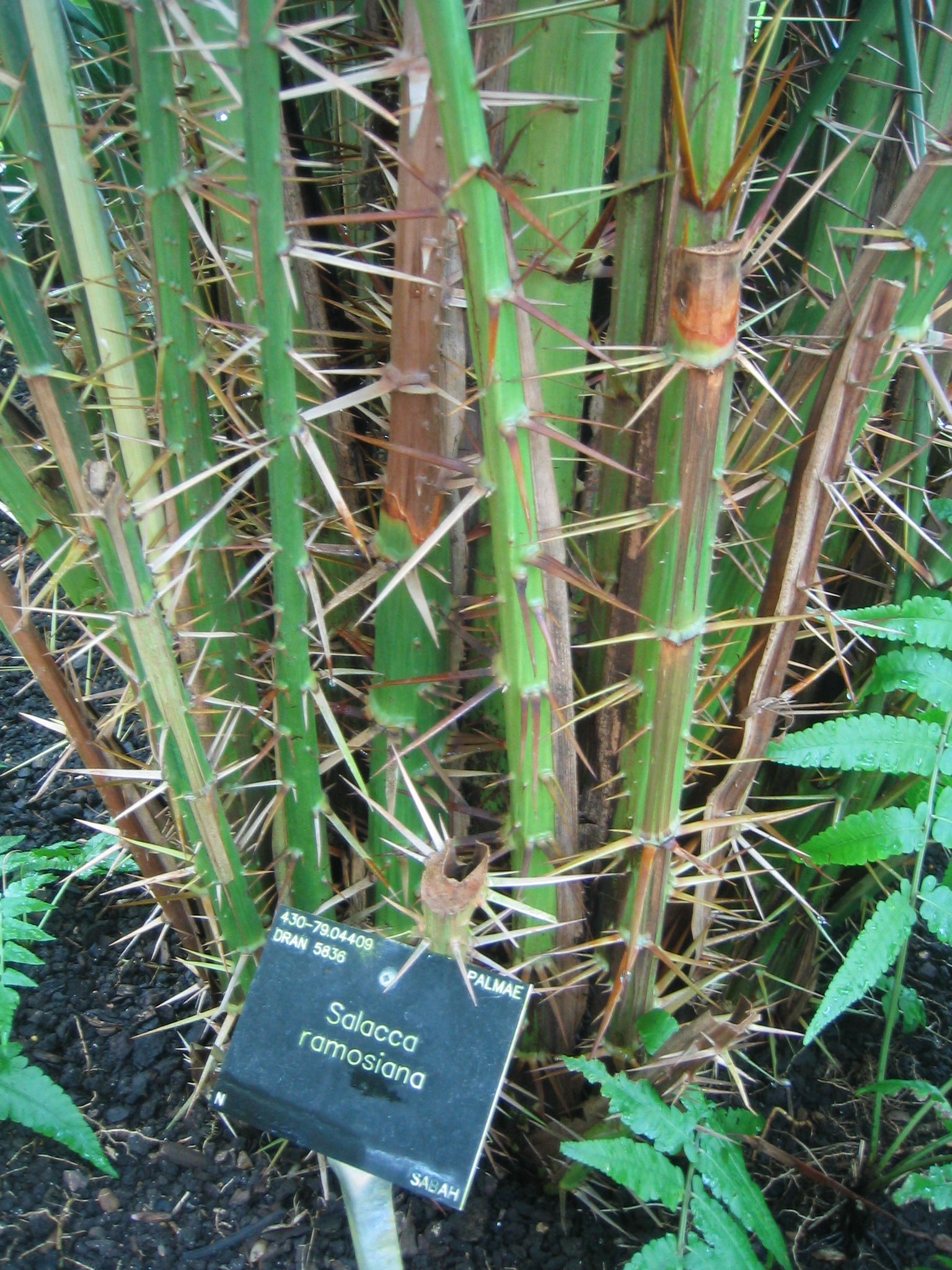
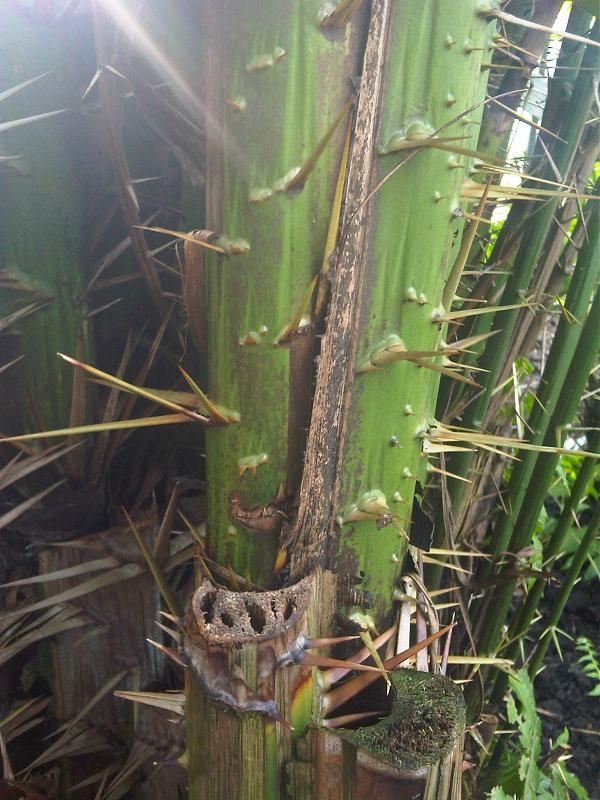